# Rhabditis aberrans
Rhabditis aberrans är en rundmaskart. Rhabditis aberrans ingår i släktet Rhabditis och familjen Rhabditidae. Inga underarter finns listade i Catalogue of Life.